# Walter Wottitz
Walter Wottitz, né le 22 juin 1912 à Thessalonique (Grèce), mort le 1er novembre 1986 à Bry-sur-Marne (Val-de-Marne), est un directeur de la photographie français.

## Biographie
Comme chef opérateur, Walter Wottitz débute sur Raphaël le tatoué de Christian-Jaque (avec Fernandel), sorti en 1938. Il exerce à ce poste sur trente-neuf films en tout (y compris des courts métrages), le dernier étant Les Passagers de Serge Leroy (avec Jean-Louis Trintignant et Mireille Darc), sorti en 1977, après lequel il se retire. 
Durant sa carrière, il collabore également avec les réalisateurs Marcel Pagnol (Naïs en 1945, avec Fernandel et Jacqueline Bouvier), André Berthomieu (ex. : Sacrée Jeunesse en 1958, avec Gaby Morlay et André Luguet), Claude Sautet (L'Arme à gauche en 1965, avec Lino Ventura et Sylva Koscina), ou encore Jean-Pierre Melville (Un flic en 1972, avec Alain Delon, Richard Crenna et Catherine Deneuve), entre autres. Mais surtout, il assiste Pierre Granier-Deferre sur six films, sortis entre 1969 et 1975, notamment La Horse (1969, avec Jean Gabin et Pierre Dux) et La Veuve Couderc (1971, avec Alain Delon et Simone Signoret). 
S'il travaille essentiellement sur des films français, Walter Wottitz participe aussi à des coproductions, comme Le Train (1964, avec Burt Lancaster, Paul Scofield et Jeanne Moreau), film franco-italo-américain de John Frankenheimer, ou encore Vingt-quatre heures de la vie d'une femme (1968, avec Danielle Darrieux), film franco-allemand de Dominique Delouche. Et notons ici qu'il est chef opérateur sur Le Train (1973, avec Jean-Louis Trintignant et Romy Schneider), film franco-italien de Pierre Granier-Deferre, sans rapport avec le film homonyme de 1964 pré-cité. 
Autre fait notable, il contribue à deux films américains biens connus. Le premier est Les Vikings de Richard Fleischer (1958, avec Tony Curtis, Kirk Douglas et Janet Leigh), où il est photographe de seconde équipe. Le deuxième est Le Jour le plus long (1962), qui lui permet de gagner en 1963 l'Oscar de la meilleure photographie et, la même année, un Golden Globe.  
À côté de ses activités de chef opérateur, Walter Wottitz est cadreur sur une vingtaine de films — principalement dans les années 1950 —, comme Brelan d'as (1952, avec Raymond Rouleau) d'Henri Verneuil, ou Le Grand Jeu (1954, avec Gina Lollobrigida, Jean-Claude Pascal et Arletty), film franco-italien de Robert Siodmak.
Ayant acheté une maison à Sepmes, Indre-et-Loire, lors de prises de vues pour Le Train (1973), il y passe une partie de sa retraite jusqu'en avril 1982, date à laquelle il se retire dans le Val-de-Marne à Saint-Maur-des-Fossés, en région parisienne.

## Filmographie complète
Films français, sauf mention contraire ou complémentaire

### Comme directeur de la photographie
- 1939 : Raphaël le tatoué de Christian-Jaque
- 1942 : Défense d'aimer de Richard Pottier
- 1945 : Naïs de Marcel Pagnol
- 1945 : Rouen, martyre d'une cité de Louis Cuny (court métrage)
- 1946 : On ne meurt pas comme ça de Jean Boyer
- 1954 : L'Éveil des carillons de Christian Plume (court métrage)
- 1956 : La Plus Belle des vies de Claude Vermorel
- 1956 : Honoré de Marseille de Maurice Regamey
- 1957 : L'amour est en jeu de Marc Allégret
- 1957 : Patrouille de choc de Claude Bernard-Aubert
- 1958 : En légitime défense d'André Berthomieu
- 1958 : Les Vikings (The Vikings) de Richard Fleischer (film américain) (seconde équipe)
- 1958 : Le Sicilien de Pierre Chevalier
- 1958 : Sacrée Jeunesse d'André Berthomieu
- 1959 : À la rencontre de Jean-Sébastien Bach (it) de Pierre Viallet (court métrage documentaire)
- 1959 : Certains l'aiment froide ou Les râleurs font leur beurre de Jean Bastia
- 1959 : La Marraine de Charley de Pierre Chevalier
- 1959 : Secret professionnel de Raoul André
- 1960 : Le Mouton de Pierre Chevalier
- 1960 : Une gueule comme la mienne ou Gestapo contre X de Frédéric Dard

- 1961 : À la rencontre de Georges Frédéric Haendel de Pierre Viallet (court métrage documentaire)
- 1961 : À la rencontre de Hector Berlioz de Pierre Viallet (court métrage documentaire)
- 1961 : À la rencontre de Johannes Brahms de Pierre Viallet (court métrage documentaire)
- 1961 : Ma femme est une panthère de Raymond Bailly
- 1962 : Le Jour le plus long (The Longest Day) de Ken Annakin, Andrew Marton & al. (film américain)
- 1962 : Tartarin de Tarascon de Francis Blanche et Raoul André
- 1962 : Indiscrétion de Georges Reich (court métrage)
- 1964 : Le Train (The Train) de John Frankenheimer (film franco-italo-américain)
- 1964 : D'où viens-tu Johnny ? de Noël Howard
- 1965 : Le Tonnerre de Dieu de Denys de La Patellière (film franco-germano-italien)
- 1965 : L'Arme à gauche de Claude Sautet
- 1965 : Le Jour d'après (Up from the Beach) de Robert Parrish (film franco-américano-britannique)
- 1966 : Du rififi à Paname de Denys de La Patellière (film franco-germano-italien)
- 1966 : Le Jardinier d'Argenteuil de Jean-Paul Le Chanois
- 1967 : Le Soleil des voyous de Jean Delannoy (film franco-italien)
- 1968 : Vingt-quatre heures de la vie d'une femme de Dominique Delouche (film franco-allemand)
- 1968 : La Puce à l'oreille (A Flea in her Ear) de Jacques Charon (film franco-américain) (seconde équipe)
- 1969 : La Horse de Pierre Granier-Deferre (film franco-germano-italien)
- 1969 : Sous le signe du taureau de Gilles Grangier
- 1969 : Gonflés à bloc ou Le Rallye de Monte-Carlo (Monte Carlo or Bust !) de Ken Annakin (film franco-italo-britannique)
- 1971 : Le Chat de Pierre Granier-Deferre (film franco-italien)
- 1971 : La Veuve Couderc de Pierre Granier-Deferre
- 1972 : Un flic de Jean-Pierre Melville
- 1972 : L'Humeur vagabonde d'Édouard Luntz
- 1973 : Le Train de Pierre Granier-Deferre (film franco-italien)
- 1974 : La Race des seigneurs de Pierre Granier-Deferre
- 1975 : Bons baisers de Hong Kong d'Yvan Chiffre
- 1975 : La Cage de Pierre Granier-Deferre
- 1977 : Les Passagers de Serge Leroy

### Comme cadreur
(ou autres fonctions, le cas échéant)
- 1949 : Au royaume des cieux de Julien Duvivier
- 1949 : À la culotte de zouave d'Henri Verneuil (court métrage)
- 1950 : Meurtres ? de Richard Pottier
- 1950 : Nous irons à Paris de Jean Boyer
- 1950 : La Petite Chocolatière d'André Berthomieu (photographe de plateau)
- 1950 : Casimir de Richard Pottier
- 1950 : Le Roi Pandore d'André Berthomieu
- 1951 : Le Naufragé du Pacifique (Il naufrago del Pacifico) de Jeff Musso (film franco-italien)
- 1951 : Compositeurs et Chansons de Paris d'Henri Verneuil (court métrage)
- 1951 : Le Voyage en Amérique d'Henri Lavorel
- 1951 : La Table-aux-crevés d'Henri Verneuil
- 1952 : Brelan d'as d'Henri Verneuil
- 1952 : Le Plaisir de Max Ophüls (segment Le Modèle)
- 1952 : Les Dents longues de Daniel Gélin
- 1953 : L'Amour d'une femme de Jean Grémillon
- 1953 : Au diable la vertu de Jean Laviron
- 1953 : Carnaval d'Henri Verneuil
- 1953 : Légère et court vêtue de Jean Laviron
- 1954 : Le Grand Jeu de Robert Siodmak (film franco-italien)
- 1954 : Les Fruits sauvages d'Hervé Bromberger
- 1969 : L'Armée des ombres de Jean-Pierre Melville (+ effets spéciaux)

## Récompenses
- 1963 : Oscar de la meilleure photographie, catégorie noir et blanc, pour Le Jour le plus long (partagé avec Jean Bourgoin)
- 1963 : Golden Globe de la meilleure photographie, catégorie noir et blanc, pour Le Jour le plus long (partagé avec Jean Bourgoin et Henri Persin)